# Alvin Toffler
Alvin Toffler (Nova Iorque, 4 de outubro de 1928 – Los Angeles, 27 de junho de 2016) foi um escritor e futurista norte-americano, doutorado em Letras, Leis e Ciência, conhecido pelos seus escritos sobre a revolução digital, a revolução das comunicações e a singularidade tecnológica. 
Os seus primeiros trabalhos deram enfoque à tecnologia e seu impacto (através de efeitos como a sobrecarga de informação). Mais tarde centrou-se em examinar a reação da sociedade e as mudanças que esta sofre. Os seus últimos trabalhos abordaram o estudo do poder crescente do armamento militar  do século XXI, as armas e a proliferação da tecnologia e o capitalismo. Foi casado com Heidi Toffler, também uma escritora futurista.
O Choque do futuro foi seu primeiro livro, e um sucesso editorial, mas Alvin Toffler se tornou conhecido do grande público por sua obra A Terceira Vaga (no Brasil editado como a "Terceira Onda", do inglês The Third Wave) de 1980, na qual descreve a evolução da sociedade humana, desde o tempo do predomínio das atividades agrícolas, passando pela fase industrial, até a era pós-industrial, a era da informação. A expressão "terceira onda" foi amplamente adotada e passou a estar presente no cotidiano da mídia, do meio acadêmico e empresarial. Alvin Toffler se tornou uma referência sobre assuntos contemporâneos, e as perspectivas de seu desenvolvimento, em um futuro mais ou menos remoto. O modo, enfim, como a sociedade experimentará os efeitos dessas mudanças em termos políticos, econômicos e nos demais aspectos da vida social.

## Obras
Alvin Toffler escreveu os livros com a sua esposa Heidi. As suas primeiras obras foram estas até ao momento:
- Choque do futuro - no original Future Shock  (1970) Bantam Books ISBN 0-553-27737-5
- O Espasmo da Economia - no original The Eco-Spasm Report (1975) Bantam Books ISBN 0-553-14474-X
- The Third Wave (A terceira vaga, em Portugal) ou (A terceira onda, no Brasil) (1980)  Bantam Books ISBN 0-553-24698-4,
- Previews & Premises (1983)
- Powershift: as mudanças do poder – um perfil da sociedade do século XXI pela análise das transformações na natureza do poder[3][4][5] (cujo título original em inglês é: Powershift: Knowledge, Wealth and Violence at the Edge of the 21st Century[6][7][8]) (1990) Bantam Books ISBN 0-553-29215-3
- War and Anti-War (1995) Warner Books ISBN 0-446-60259-0
- Revolutionary Wealth (2006) Knopf ISBN 0-375-40174-1
- O Futuro do Capitalismo (2012) ISBN 978-8502147294

## Citações
- "Ou você tem uma estratégia ou é parte da estratégia de alguém."
- "Os analfabetos do próximo século não são aqueles que não sabem ler ou escrever, mas aqueles que se recusam a aprender, desaprender e voltar a aprender."
- "A pergunta certa é geralmente mais importante do que a resposta certa à pergunta errada."
- "O futuro é construído pelas nossas decisões diárias, inconstantes e mutáveis, e cada evento influencia todos os outros."
- "Mudança é o processo no qual o futuro invade nossas vidas."